# 코프토스 백반
코프토스 백반(Coptos Facula)은 목성의 위성인 가니메데에 존재하는 흰 반점 모양의 지형이다. 길이는 329km이다.